# Adunările romane
Comiții (comitia). Prin acest termen (pluralul de la comitium) sunt desemnate diferitele adunări ale poporului: comițiile curiate (cele mai vechi), comițiile centuriate (care datează, poate, de la începutul secolului al V-lea î. Hr.) și, în sfârșit, comițiile tribute, care ridică numeroase probleme de cronologie și origine. Comițiile sunt, împreună cu magistrații și Senatul, unul dintre cele trei organe ale statului roman în timpul perioadei republicane. Elementul de bază al comițiilor este cetățeanul deplin, care are drept de vot (ius suffragii) și dreptul de a fi ales magistrat (ius honorum). Liberții posedă ius suffragii. Comițiile sunt locul unor mari dezbateri politice: de voturile lor depind numirea magistraților, deci, indirect, recrutarea Senatului și adoptarea legilor. Dar ele dețin și atribuții judiciare importante. Autoritatea lor este, deci, superioară celei a Senatului și chiar celei  magistraților. Comițiile nu se puteau întruni decât în anumite zile, numite dies comitiales (184 pe an); întrunirea lor era anunțată prin afișe, cu trei nundine înainte; în prealabil aveau loc reuniuni de informare (contiones). Votul în comiții nu era individual, ci colectiv, adică fiecare curie, centurie sau trib nu avea decât un vot, ce reprezenta majoritatea care s-a manifestat în secțiune. Așadar, nu majoritatea cetățenilor era cea care hotăra rezultatul, ci majoritatea secțiunilor (curii, centurii sau triburi). Doar motivele de ordin religios și exercitarea dreptului de intervenție puteau împiedica întrunirea comițiilor, o dată ce era anunțată. La sfârșitul Republicii, competența lor judiciară a fost redusă treptat, prin înființarea unor jurii permanente. În timpul Imperiului, rolul lor legislativ și electoral, la început pur formal, a dispărut în scurtă vreme, iar competența lor judiciară a fost suprimată.